# Vitold Fokin
Vitold Pavlovytj Fokin (ukrainska: Вітольд Павлович Фокін), född 25 oktober 1932 som son till en lärare i byn Novomykolajivka i nuvarande Zaporizjzja oblast, död 20 mars 2025 i Kiev, var en ukrainsk politiker. Han var Ukrainas första premiärminister 1991–1992. 
Fokin utsågs till ordförande i sovjetrepubliken Ukrainas ministerråd den 23 oktober 1990. Efter Ukrainas självständighetsdeklaration 24 augusti 1991 blev han i november det året den nya statens första premiärminister. I egenskap av landets premiärminister undertecknade han vid trestatsmötet den 8 december 1991 i Belaveskaja pusjtja (vitryska: Белавеская пушча) det dokument som innebar slutet för Sovjetunionen och skapandet av Oberoende staters samvälde (OSS). 
Fokin avgick som premiärminister på egen begäran 2 oktober 1992 och efterträddes av Valentyn Symonenko. Fokin var därefter vice talman i det ukrainska parlamentet fram till och med maj 1994.
Fokin hade tidigare en lång karriär som industriledare i östra Ukraina. Efter studier vid Dnepropetrovsk bergstekniska institut började han 1954 arbeta som bergsingenjör och senare chef vid kolgruvorna i Donbas. 1971 utsågs han till medlem av den ukrainska Hosplan (ukrainska: Держплану УРСР). Året därpå blev han dess vice ordförande och var under åren 1987–1990 dess ordförande.